# Ancile

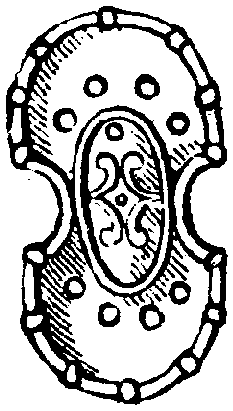
Ancile i Nordisk familjebok.

Ancile (lat.), en långrund, på båda sidorna urringad bronssköld, vilken enligt sagan nedföll från himmelen på den romerske kungen Numa Pompilius tid. Då Numas maka, nymfen Egeria, förklarade att Roms välfärd var fäst vid besittningen av denna sköld lät Numa för att försvåra dess bortrövande förfärdiga 11 alldeles likadana sköldar. Vården om dessa 12 ancilia anförtroddes åt de av Numa tillsatta 12 salierna, Mars präster, vilka den 4 mars varje år i en högtidlig procession med sång och dans bar omkring dem i staden.